# Selwyn Lloyd
John Selwyn Brooke Selwyn-Lloyd, barone Selwyn-Lloyd (West Kirby, 28 luglio 1904 – Preston Crowmarsh, 17 maggio 1978), è stato un politico britannico, speaker della Camera dei comuni dal 1971 al 1976. Inoltre, è stato Segretario agli esteri dal 1955 al 1960 e Cancelliere dello Scacchiere dal 1960 al 1962.
Nato e cresciuto nel Cheshire, Lloyd fu attivo nel Partito Liberale da giovane negli anni '20. Nel decennio seguente, esercitò la professione di barrister nel consiglio dell'Hoylake Urban District, periodo in cui diventò simpatizzante del Partito Conservatore.
Eletto in Parlamento nel 1945, ricoprì il suo primo incarico di ministro nel 1951. Nel 1960, divenne Cancelliere dello Scacchiere. In questo periodo fondò il National Economic Development Council; però, Lloyd divenne una figura sempre più impopolare a causa delle misure restrittive che si sentì costretto ad adottare, tra cui la Pay Pause del luglio 1961, che culminò nella sensazionale vittoria liberale alle elezioni suppletive di Orpington nel marzo 1962. Nel luglio 1962 Macmillan lo licenziò dal governo, rendendolo la vittima più in vista del rimpasto noto come la "notte dei lunghi coltelli".
Ritornò in carica sotto il primo ministro Alec Douglas-Home come leader della Camera dei comuni (1963-1964) e fu eletto presidente della Camera dei comuni nel 1971, ruolo che mantenne fino al suo pensionamento nel 1976.

## Primi anni

### Gioventù
Lloyd nacque a West Kirby, nel Cheshire. Il padre era un chirurgo dentista e predicatore laico di origini gallesi. Sua madre era lontanamente imparentata con il feldmaresciallo John French. Aveva tre sorelle.
Da ragazzo sviluppò un forte interesse alla storia militare, a cui in seguito attribuì la sua fortunata carriera militare. Nel 1918, a 13 anni, vinse una borsa di studio per il Fettes College di Edimburgo.
Nel 1923, si iscrisse al Magdalene College, a Cambridge. Al Magdalene College divenne amico del futuro arcivescovo di Canterbury Michael Ramsey.

### Militanze studentesche
Lloyd era un attivo liberale già da giovane; a seguito di una riunione del Partito Liberale nel Cambridge Guildhall, riuscì ad intrattenere l'ex primo ministro Herbert Henry Asquith con un discorso. Inoltre, divenne presidente della Cambridge University Liberal Association. In quel periodo partecipava anche ai dibattiti della Cambridge Union, insieme a Rab Butler, Patrick Devlin, Hugh Foot, Alan King-Hamilton e Geoffrey Lloyd.
Durante lo sciopero generale del 1926, Lloyd, che entrato al Gray's Inn per diventare un barrister, si offrì volontario come agente di polizia speciale. In seguito criticò i provvedimenti presi dal governo conservatore per reprimere i sindacati, come l'emanazione del Trades Disputes Act del 1927. Le autorità universitarie incoraggiarono gli studenti che avevano lavorato per il governo a prolungare i loro studi per un anno in più, il che significò che Lloyd potè trascorrere un quinto anno di università.

## Inizio della carriera
Nel 1929, Lloyd si candidò alle elezioni generali per il collegio di Macclesfield, però arrivò terzo. Dopo la sconfitta, Lloyd decise di focalizzarsi sulla carriera legale, riuscendo ad entrare nell'albo nel 1930. Tuttavia continuò ad interessarsi di politica; nel 1932 entro a far parte dell'Hoylake Urban District Council come consigliere. Inoltre, nel 1931 ruppe col Partito Liberale, e pensò che non valeva la pena di unirsi al Partito Liberale Nazionale.

### Seconda guerra mondiale
Durante la Seconda guerra mondiale, con il grado di tenente colonnello, fu vice capo di stato maggiore della Seconda armata. In questa veste sbarcò in Normandia, al fianco di Miles Dempsey, il 6 giugno 1944, noto come il D-Day. Venne nominato brigadiere generale nel marzo del 1945, fu uno dei primi soldati alleati ad entrare a Bergen-Belsen e venne incaricato di identificare il corpo di Heinrich Himmler dopo il suo suicidio.

### Elezione in Parlamento
Nell'ottobre del 1944, fu spinto dalla Wirral Conservative Association a candidarsi alle elezioni della Camera dei comuni. Lloyd fu eletto il 5 luglio del 1945.

## Carriera politica
Dopo la vittoria di Winston Churchill alle elezioni generali del 1951, Lloyd venne nominato ministro di Stato agli affari esteri sotto l'allora segretario agli affari esteri Anthony Eden, ruolo che mantenne fino al 1954. Sotto questo ruolo, si occupò della questione del disarmo alle Nazioni Unite e dell'autodeterminazione del Sudan. Nel febbraio del 1953, firmò un accordo che consentiva al popolo sudanese di ricorrere all'autodeterminazione dopo un periodo di tre anni dove si sarebbero governati autonomamente, che serviva come un trampolino di lancio per una decisione sulla piena indipendenza. Venne anche coinvolto, nel 1954, nell'accordo che avrebbe portato al ritiro delle truppe britanniche dal canale di Suez. Lloyd fu ministro degli approvvigionamenti dall'ottobre 1954 all'aprile del 1955, data in cui divenne Ministro della difesa.
Nel dicembre del 1955 divenne Segretario agli esteri; il suo mandato coincise con la crisi di Suez. In seguito alla nazionalizzazione del canale da parte di Gamal Abd el-Nasser, fu uno dei membri del gabinetto ad essere contrari alla forza. Lloyd tentò di negoziare per una soluzione pacifica, ma successivamente dovette riluttantemente appoggiare l'idea di Eden di negoziare una collusione con Francia ed Israele come preludio ad un'azione militare, e fu uno dei negoziatori del protocollo di Sèvres.
Quando Harold Macmillan sostituì Anthony Eden nel ruolo di Primo ministro, Lloyd rimase in carica come Segretario agli affari esteri. Svolse un ruolo decisivo nella risoluzione della crisi di Cipro che portò all'indipendenza dell'isola il 16 agosto 1960. 
Nel luglio del 1960, Macmillan nominò Lloyd Cancelliere dello Scacchiere. Nel luglio del 1961, Lloyd impose una Pay Pause, ovvero il congelamento dei salari per combattere l'inflazione, che sarebbe durata fino a marzo dell'anno seguente. In quel periodo, il Partito Laburista si portò in vantaggio di 5 punti nei sondaggi d'opinione. La pausa salariale (di fatto una politica sui redditi) rese Lloyd un bersaglio di impopolarità pubblica. Colpì principalmente i dipendenti del settore pubblico come infermieri e insegnanti, poiché molte aziende private avevano accordi contrattuali per aumenti salariali automatici o arbitrati.
Il 13 luglio 1962, anche Lloyd fu vittima del rimpasto di Macmillan, in quella che gli inglesi chiamano "la notte dei lunghi coltelli"; l'obbiettivo di Macmillan era fare tornare popolare il suo governo.
Dopo le dimissioni di Harold Macmillan il 19 ottobre 1963, Selwyn Lloyd fu uno dei promotori della nomina di Alec Douglas-Home a Primo ministro; Home venne eletto, ed il neo-primo ministro fece tornare Lloyd al governo come Lord custode del sigillo privato e Leader della Camera dei comuni.

## Leader della Camera dei comuni
Dopo la sconfitta dei conservatori alle elezioni generali britanniche del 1964, Lloyd fu membro del Governo ombra, che si oppose alle politiche di Harold Wilson. Dopo la vittoria di Edward Heath nel 1970, gli fu offerto l'incarico di ambasciatore a Washington, che rifiutò. Nel gennaio 1971, fu eletto Speaker della Camera dei comuni, carica che mantenne fino al 1976, quando si dimise.

## Vita successiva
Successivamente, venne nominato come membro a vita della Camera dei lord. Nel marzo 1976, gli venne conferita la paria a vita come Baron Selwyn-Lloyd, of Wirral in the County of Merseyside, con un conseguente mutamento del cognome in Selwyn-Lloyd.
Divenne membro onorario del suo vecchio college, il Magdalene. Nei suoi ultimi anni visse a Preston Crowmarsh, nell'Oxfordshire. Svolse molte attività di beneficenza, fu un attivo mecenate e un generoso ospite della vicina Oxford University Conservative Association.

## Vita privata
Nel 1951, Lloyd sposò Elizabeth Marshall. Ebbero una figlia, Johanna. I due divorziarono nel 1957.

## Morte
Lloyd morì nella sua casa per un tumore al cervello il 17 maggio 1978. Il suo testamento fu valutato 154169 £ per l'omologazione (circa 965000 £ ai prezzi del 2024).

## Opere
- (EN) Selwyn Lloyd, Mr. Speaker, Sir, Transatlantic Arts, 1976, ISBN 978-0224013185.
- (EN) Selwyn Lloyd, Suez 1956: A Personal Account, Londra, Jonathan Cape Ltd., 1978, ISBN 978-0224013185.

### Bibliografiche
1. 1 2   LLOYD, Selwyn - Enciclopedia, su Treccani. URL consultato il 3 agosto 2025.
2. ↑   Former Speaker Selwyn Lloyd is dead, in The Guardian, 18 maggio 1978,  p. 1.
3. ↑   Lord Selwyn-Lloyd, 73, in The Boston Globe, 18 maggio 1978,  p. 2.
4. 1 2   Mr Selwyn Lloyd (Hansard), su api.parliament.uk. URL consultato il 1º agosto 2025.
5. ↑  (EN) The Right Honourable Selwyn Lloyd (1904–1978), CBE, TD, QC, MP | Art UK, su artuk.org. URL consultato il 1º agosto 2025.
6. 1 2  (EN) Selwyn Lloyd, su Oxford Reference. URL consultato il 1º agosto 2025.
7. ↑  Thorpe 1989, p.65
8. ↑   Selwyn-Lloyd, John Selwyn Brooke, Baron, CBE, CH 1904-1978, su www.dmbi.online. URL consultato il 1º agosto 2025.
9. ↑   Brooke, John Selwyn, Baron Selwyn-Lloyd (1904-1978), politician and Honorary Fellow of Magdalene College, Cambridge - Magdalene College AtoM, su magdalene.maxarchiveservices.co.uk. URL consultato il 1º agosto 2025.
10. ↑  Thorpe 1989, p.25
11. ↑  Thorpe 1989, p.28
12. ↑  (EN) About us, su Keynes Society, 28 febbraio 2009. URL consultato il 2 agosto 2025.
13. ↑  Thorpe 1989, p.27
14. 1 2  Thorpe 1989, p.35
15. 1 2 3 4 5 6   David Richard Thorpe, Lloyd, (John) Selwyn Brooke, Baron Selwyn-Lloyd (1904–1978), in Oxford Dictionary of National Biography, Oxford University Press, 2004.
16. ↑   ORDER! | Selwyn Lloyd, su www.spanglefish.com. URL consultato il 3 agosto 2025.
17. ↑  (EN) The Foreign Secretaries (15): Selwyn Lloyd, su RGS History, 13 giugno 2018. URL consultato il 3 agosto 2025.
18. ↑  Thorpe 1989, p.89
19. ↑  (EN) Mr Selwyn Lloyd, former MP, Wirral, su TheyWorkForYou. URL consultato il 4 agosto 2025.
20. ↑  Thorpe 1989, p.168
21. ↑  Dell 1997, pp.258-282
22. ↑  Dell 1997, pp.264-266
23. ↑  Williams 2010, pp.390, 402-404
24. ↑  Thorpe 2010, p.518
25. ↑   Page 3685 | Issue 46847, 11 March 1976 | London Gazette | The Gazette, su www.thegazette.co.uk. URL consultato il 6 agosto 2025.
26. ↑  (EN) Baron Selwvn-Lloyd of Britain Dies, in The Washington Post, 18 maggio 1978. URL consultato il 3 agosto 2025 (archiviato il 28 agosto 2017).
27. ↑  (EN) The Chancellors (21): Selwyn Lloyd, su RGS History, 21 giugno 2018. URL consultato il 3 agosto 2025.

### Esplicative
1. ↑  Nel 1974, una parte del Cheshire entrò a far parte della nuova contea del Merseyside. Tra i villaggi che sono entrati a fare parte del Merseyside troviamo anche West Kirby.
2. ↑  Nel 1931, ci fu una scissione nel Partito Liberale tra i liberali classici e i conservatori liberali causata dal fatto che i liberali classici sostennero il secondo governo laburista di Ramsay MacDonald. Questa scissione portò, nell'ottobre di quell'anno, a fondare il Partito Liberale Nazionale.